# Can Escardó
Can Escardó és una masia de Subirats (Alt Penedès) inclosa a l'Inventari del Patrimoni Arquitectònic de Catalunya.

## Descripció
Masia orientada a SO que es va edificar a finals del segle xvii. Actualment es compon de diversos cossos -masoveria i magatzems- que s'hi han anat afegint al llarg del segle xix i començaments del XX. La tipologia constructiva, la tradicional de la zona, és la mateixa a tot el conjunt, constituïda per murs de càrrega de maçoneria, i paredat amb trams de tàpia. Cobertes de teula, a dues aigües. El carener del cos principal és perpendicular a la façana principal. Composició asimètrica de les façanes, amb obertures de proporcions verticals. A la banda esquerra de façana principal una escala exterior de dos trams connecta directament amb el segon pis. A sota d'aquesta es troba una porta d'arc de mig punt dona accés a ltres dependències de la masia. Acabat arrebossat amb morter de calç i ciment pintat de blanc. Elements de tancament exterior de fusta i banes i reixes de ferro forjat. Al costat de l'edifici principal hi ha un altre conjunt d'edificacions segundàries, i també altres elements com un safareix i dipòsits d'aigua i un pou.

## Història
l'any 2008 s'elaborà un projecte per a habilitar l'antiga masia com a equipament de turisme rural.